# Prefilatelia

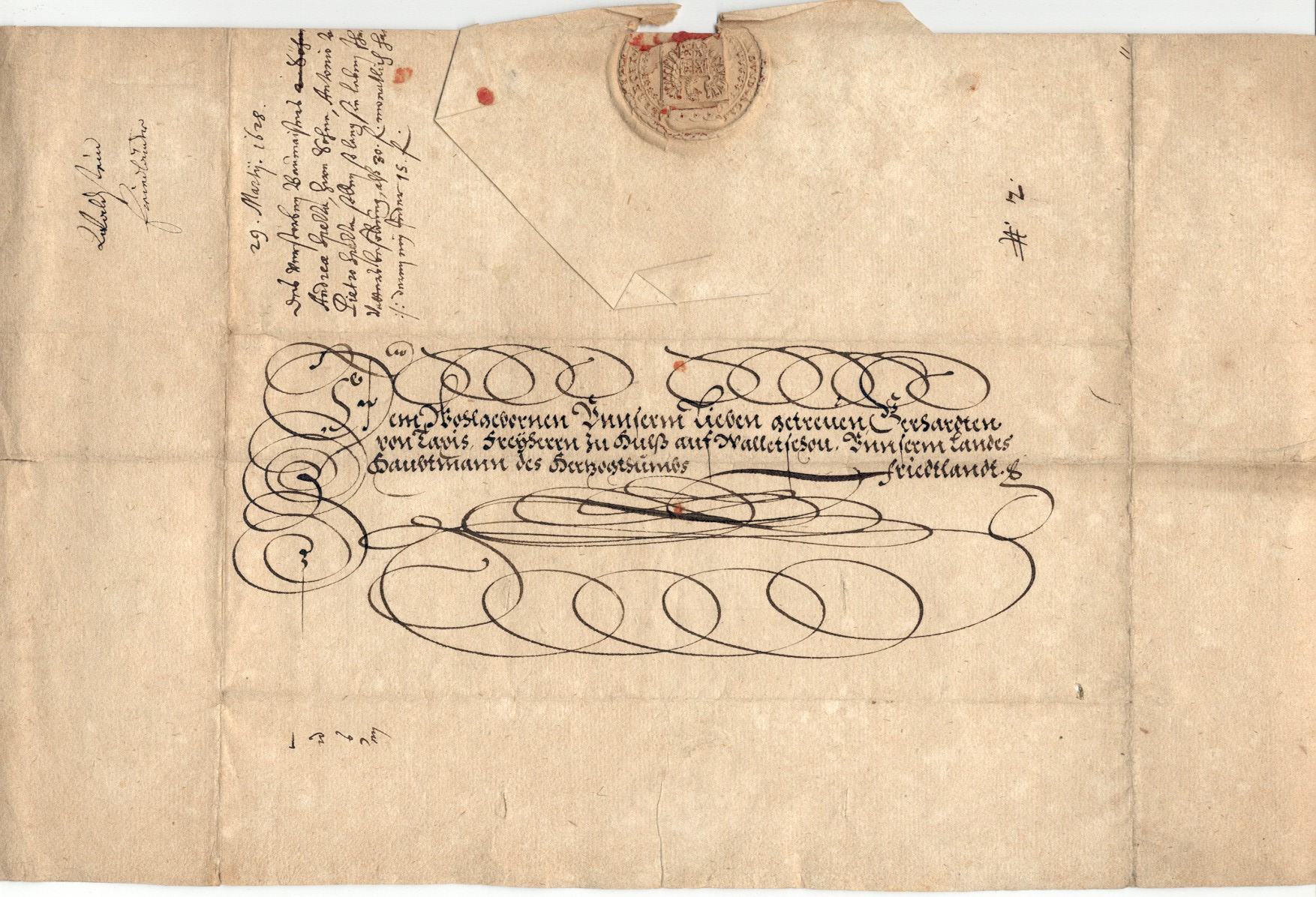
Una carta abierta de 1628.

La prefilatelia es el coleccionismo de todas las marcas o sellos que se aplicaban a todas las correspondencias antes de 1840, fecha en la que Sir Rowland Hill inventa el sello o estampilla postal.
Las marcas o sellos secos se realizaban sobre papeles engomados o sobres y se denominan marcas prefilatelicas, contenían el lugar de donde partía la correspondencia, luego se anexaron los fechadores, e incluso, una vez fijadas tasas postales, estas aparecían dentro de la marca.